# Valanga modesta
Valanga modesta är en insektsart som först beskrevs av Sjöstedt 1921.  Valanga modesta ingår i släktet Valanga och familjen gräshoppor. Inga underarter finns listade i Catalogue of Life.